# Krog
Króg je v evklidski geometriji množica vseh točk v ravnini, ki so od določene točke, središča kroga, oddaljene največ za polmer r. Krog omejuje sklenjena krivulja, ki jo imenujemo krožnica - to je množica točk v ravnini, ki so od središča oddaljene točno za polmer r. 
Obseg kroga meri {\displaystyle o=2\pi r\!\,}.
Ploščina kroga meri {\displaystyle p=\pi r^{2}\!\,}.
Enačbo za ploščino kroga lahko izpeljemo iz enačbe za obseg in iz enačbe za ploščino trikotnika, kot sledi. Predstavljajmo si pravilni šestkotnik, razdeljen na enake trikotnike s temeni v središču šestkotnika. Ploščino šestkotnika lahko določimo z enačbo za ploščino trikotnika, če prištejemo dolžine vseh osnov trikotnikov (na notranji strani šestkotnika) in pomnožimo z višino trikotnikov (razdalja od središča osnove do središča) in delimo z dve. To je približna vrednost za ploščino kroga. Potem naredimo podobno še z osemkotnikom in dobimo še natančnejšo vrednost. Če razdelimo pravilni mnogokotnik z vedno več in več stranicami na trikotnike in na ta način izračunamo njihove ploščine, bo ploščina vedno bolj enaka ploščini očrtanega kroga. V limiti se vsota osnov približuje obsegu 2πr, višine trikotnikov pa se bližajo polmeru r. Če pomnožimo obe količini in ju delimo z 2, dobimo ploščino πr2.
Premica, ki preseka krog v dveh točkah, se imenuje sečnica (presečnica, sekanta), premica, ki se dotika kroga v eni točki se imenuje dotikalnica (tangenta), premica, ki s krogom nima skupne točke pa je mimobežnica (pasanta). Dotikalnice so nujno pravokotne na polmere, odseke, ki povezujejo središče s točko na krogu in katerih dolžina je v skladu z njihovo zgornjo določitvijo. Odsek sečnice, ki ga omejuje krog, se imenuje tetiva. Najdaljša tetiva gre skozi središče in se imenuje premer. Enaka je dvema polmeroma.
Del krožnice, ki ga omejujeta dva polmera, se imenuje krožni lok. Razmerje med dolžino krožnega loka in polmerom določa kot med dvema polmeroma v radianih.
V afini geometriji vsi krogi in elipse postanejo (afino) izomorfni. V projektivni geometriji jih drugi preseki stožca združijo. V topologiji so vse enostavne zaprte krivulje homeomorfne krogom in po navadi krog uporabljamo namesto njih. 3 razsežna podobnost kroga je krogla.
Vsak trikotnik določa več krogov. Njegov očrtani krog vsebuje vse tri točke, njegov včrtani krog leži znotraj kroga in se dotika vseh treh stranic, trije zunanji krogi ležijo zunaj kroga in se dotikajo ene stranice in podaljškov drugih dveh, krog devetih točk vsebuje več pomembnih točk trikotnika.